# Лапеж
Лапе́ж (фр. Lapège) — коммуна во Франции, находится в регионе Юг — Пиренеи. Департамент коммуны — Арьеж. Входит в состав кантона Тараскон-сюр-Арьеж. Округ коммуны — Фуа.
Код INSEE коммуны — 09152.

## Население
Население коммуны на 2008 год составляло 28 человек.
| 1962 | 1968 | 1975 | 1982 | 1990 | 1999 | 2008 |
| ---- | ---- | ---- | ---- | ---- | ---- | ---- |
| 43   | 84   | 92   | 63   | 46   | 34   | 28   |

## Экономика
В 2007 году среди 10 человек в трудоспособном возрасте (15—64 лет) 6 были экономически активными, 4 — неактивными (показатель активности — 60,0 %, в 1999 году было 61,1 %). Из 6 активных работали 6 человек (5 мужчин и 1 женщина), безработных не было. Среди 4 неактивных 3 были пенсионерами, 1 был неактивным по другим причинам.

## Фотогалерея

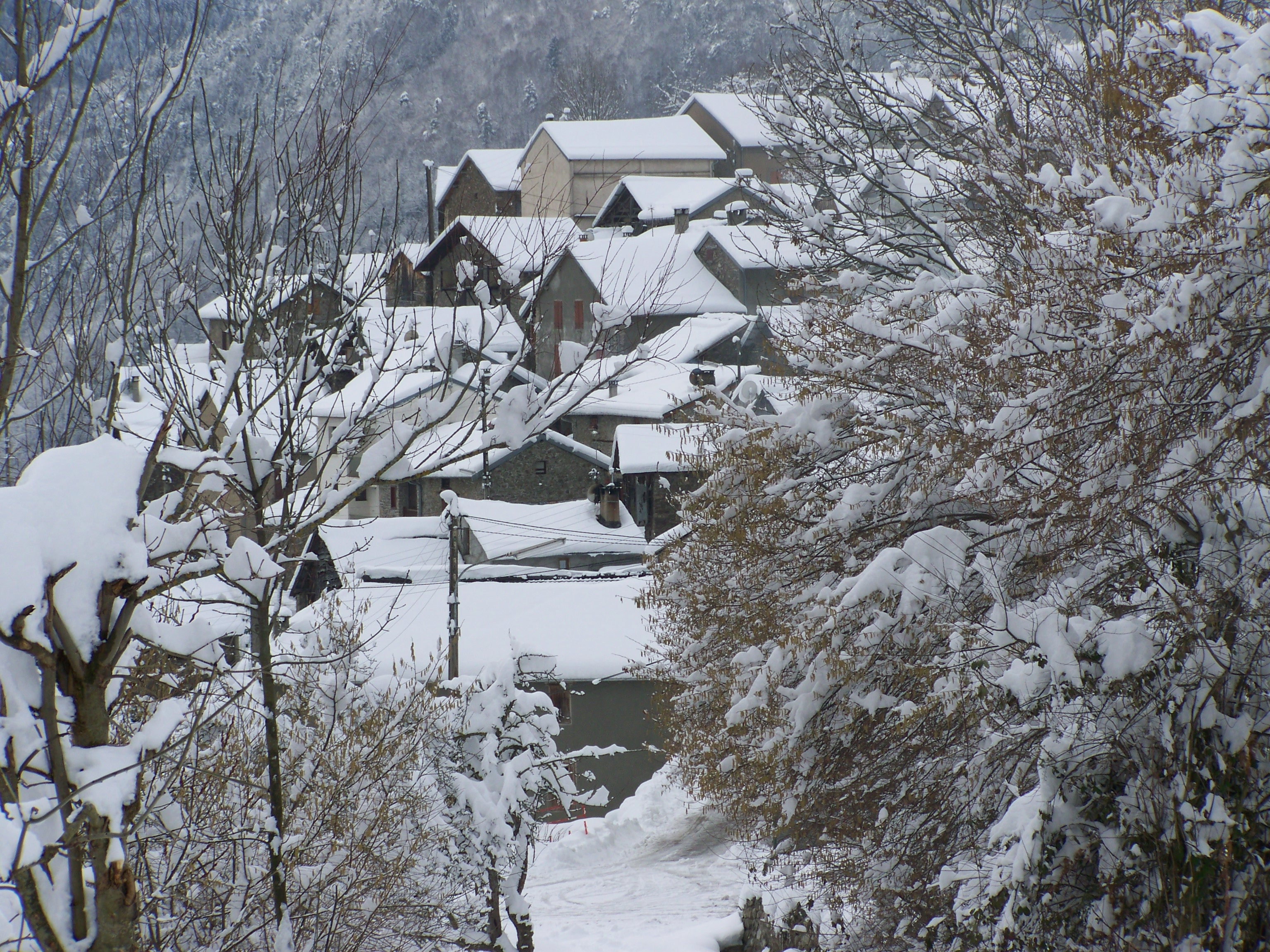
Лапеж под снегом
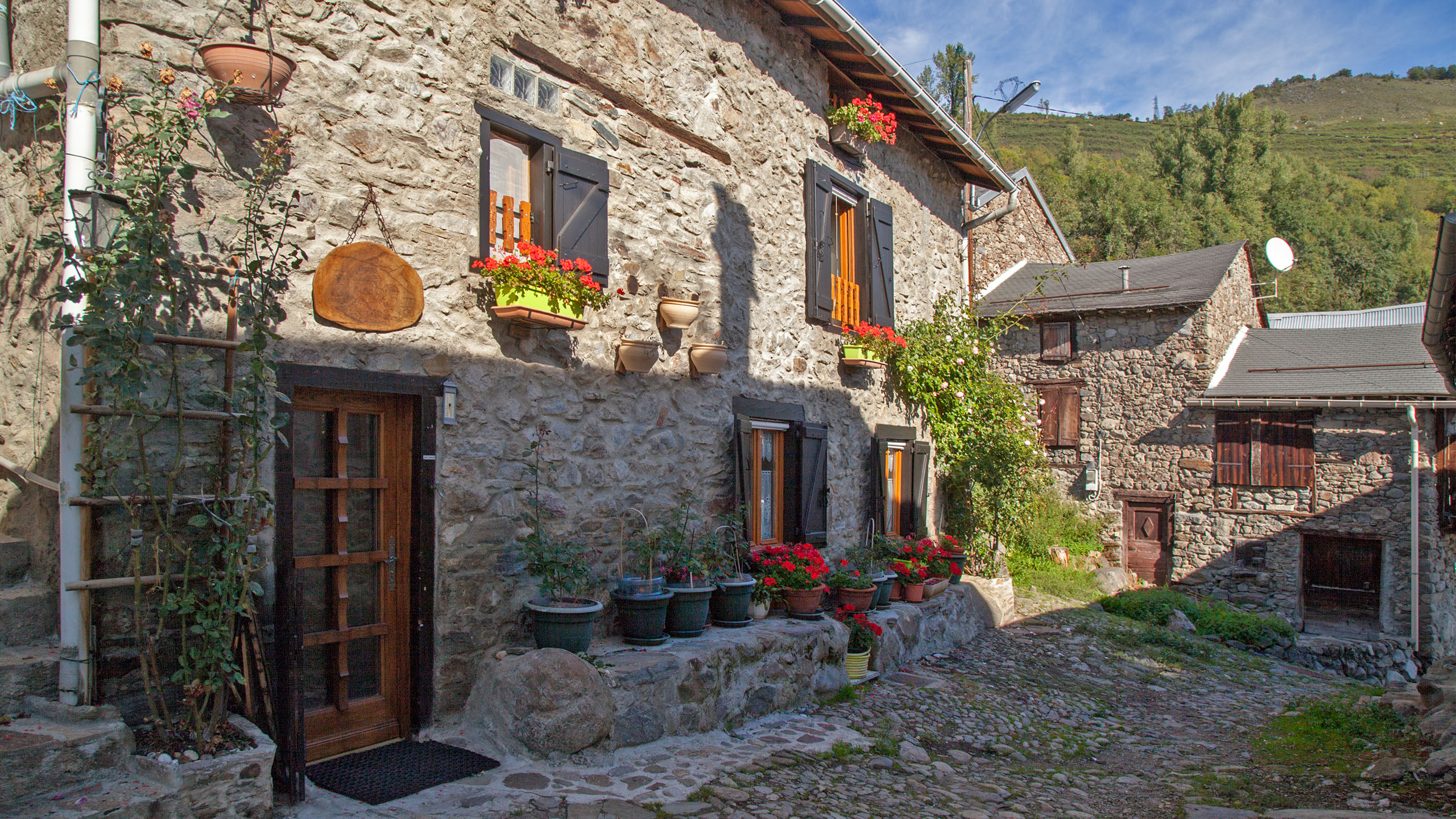
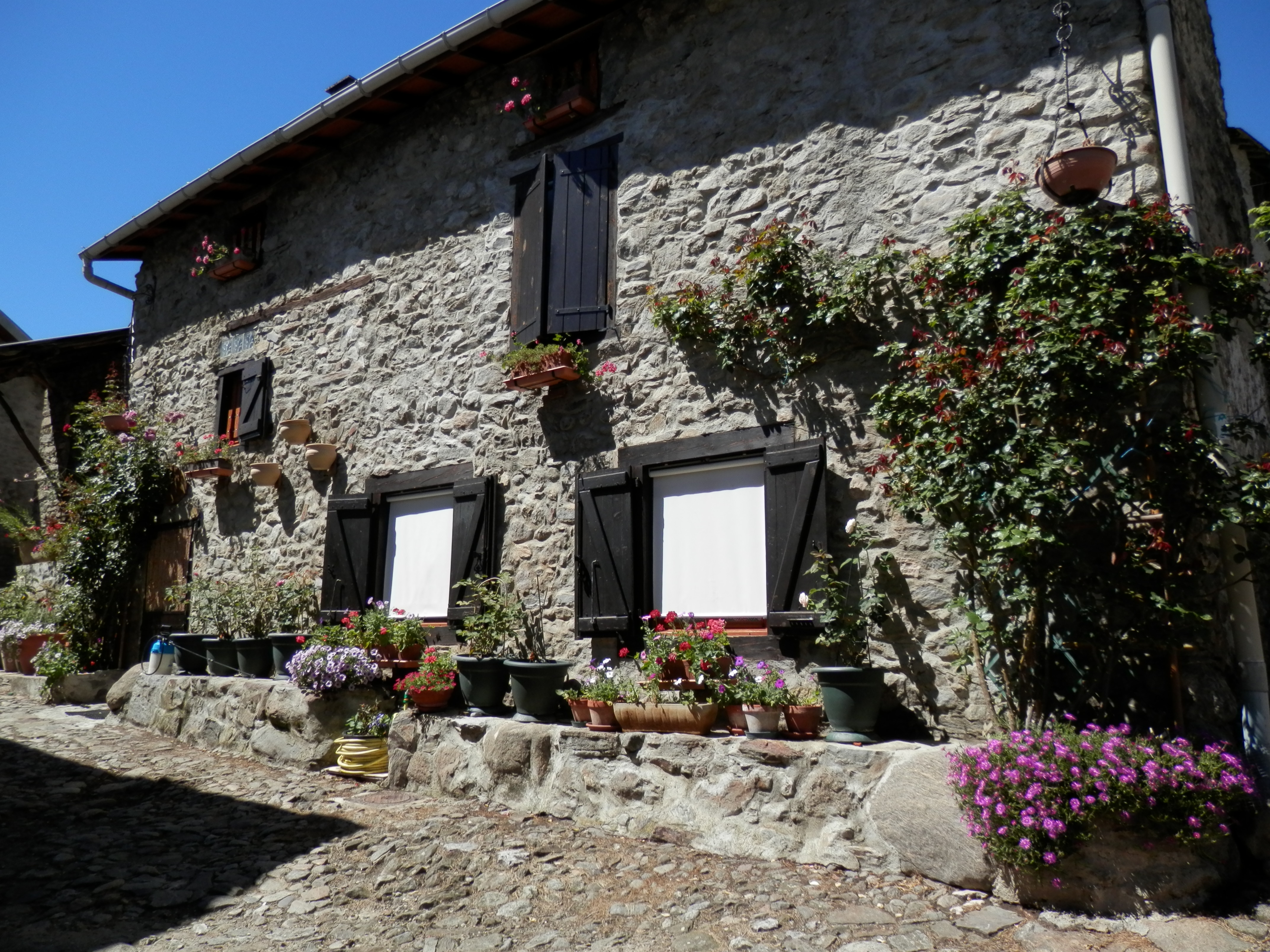
Типичный дом